# 韩德乾
韩德乾（1939年12月—），男，湖北黄陂人，中华人民共和国政治人物，曾任华中农业大学党委书记，中华人民共和国科学技术部副部长。